# Miguel García Cuesta
Miguel García Cuesta (Macotera, Salamanca, 6 de octubre de 1803 - Santiago de Compostela, 18 de abril de 1873).
Catedrático de la Universidad de Salamanca, rector del Seminario Conciliar de Salamanca, obispo de Jaca (1848), arzobispo de Santiago de Compostela
 (1851), senador vitalicio (1851) y cardenal (1861).

## Biografía
Natural de Macotera, será allí donde pase su niñez hasta que en 1815 es llevado con su tío, que era capellán del Santuario de la Virgen de Valdejimena en Horcajo Medianero, Salamanca. 

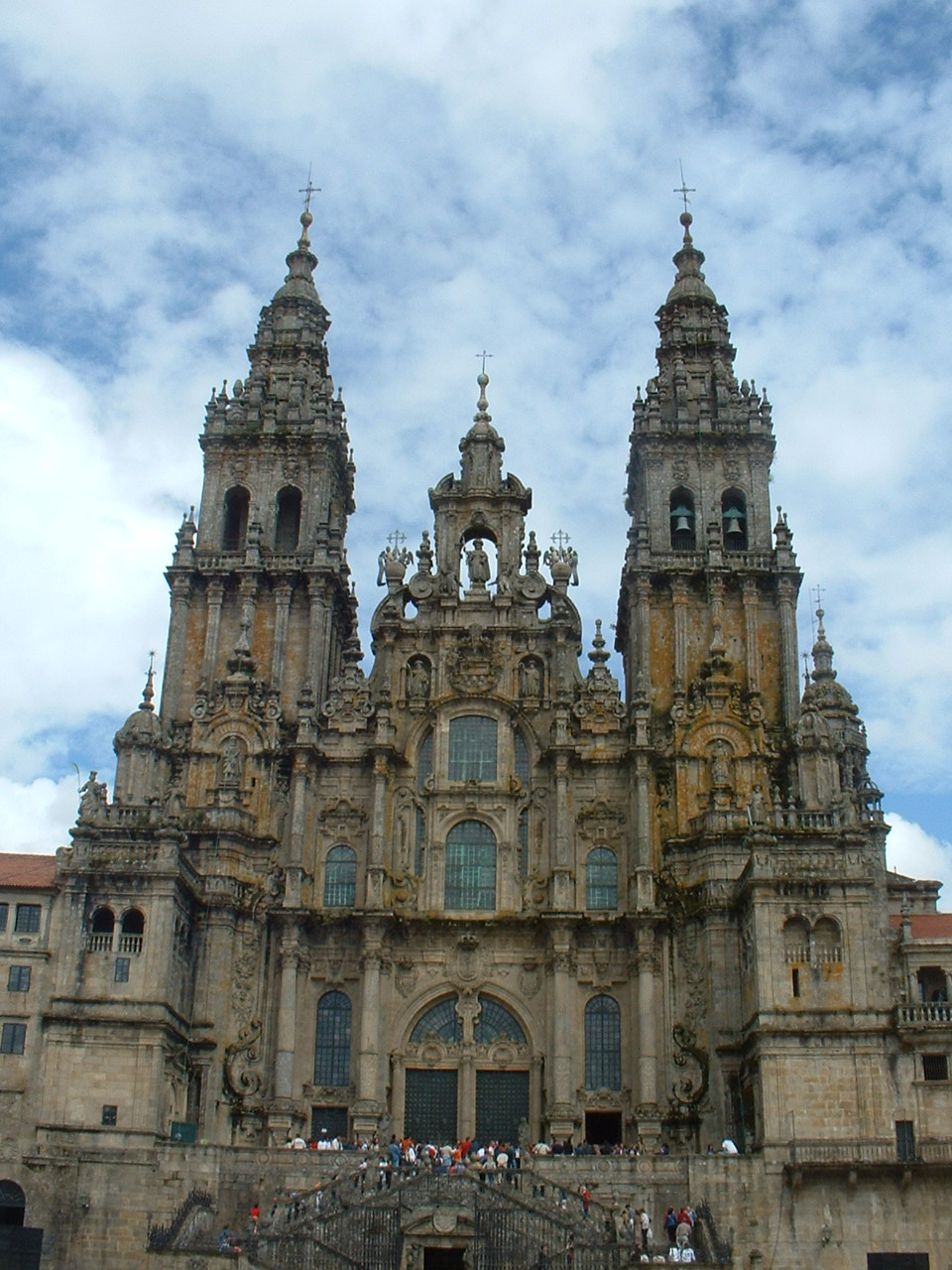
Catedral de Santiago de Compostela

 Tres años después ingresará en el seminario de la Salamanca, donde estudia Filosofía y Teología y llega a ser profesor sustituto de la cátedra de Matemáticas. Será bachiller en Filosofía y Teología por la Universidad de Salamanca.
En 1825 recibió las cuatro órdenes menores y también el subdiaconado, y al año siguiente fue ordenado diácono. En 1826 obtiene la cátedra de Instituciones filosóficas de la Universidad de Salamanca y un año después la de la asignatura de griego. En 1828 recibió el presbiteriado y obtuvo el doctorado en Sagrada Escritura. También fue catedrático de griego y de filosofía en el seminario, del que llegará a ser rector.
En 1848 fue nombrado obispo de Jaca y en 1851, arzobispo de Santiago de Compostela. La reina Isabel II lo nombró senador vitalicio del Reino (1851) y le otorgó la Cruz de la Orden de Carlos III.
Participó en los actos preparatorios y en la declaración de la definición dogmática de la Inmaculada Concepción a petición del papa Pío IX, quien lo creó cardenal en 1861 con el título de Santa Prisca.
Fue diputado por la provincia de Salamanca en las Cortes Constituyentes de 1869, en las que defendió la confesionalidad católica del Reino de España, por lo que mantuvo una gran disputa con el gobierno, que no le permitió acudir al Concilio Vaticano I. Posteriormente fue elegido senador por la provincia de Vizcaya, y un año antes de su muerte presidirá la consagración del Basílica del Pilar.
Falleció en 1873 en el Palacio Arzobispal de Santiago de Compostela, y está enterrado en la capilla del Cristo de Burgos de la Catedral de Santiago de Compostela.

## Conmemoraciones
En memoria de tan eminente cardenal hay en el paraninfo de la Universidad de Salamanca una placa que dice:

EMMO. CARD. MICHAELI G. CUESTA, ARCHIEP. COMPOSTELLANO, HUJUS ALMAE UNIVERSSITATIS, MERITISSIMO PROFESSORI

En la catedral de Santiago de Compostela tiene una capilla funeraria en la que se halla una escultura del cardenal en posición orante.
En su pueblo natal, Macotera hay dedicada al cardenal García Cuesta la calle que antiguamente llamaban de la Iglesia, y además en su memoria se construyó el hospital que se halla en el barrio de Santa Ana, según lo que se dice en el dintel de una de sus puertas:

A MEMORIA DEL EMINENTISIMO CARDENAL D. MIGUEL GIA. C.
HIJO DE MACOTREA' (AÑO 1888)

A él se dedicó también una lápida a la entrada de la iglesia parroquial de la villa (esculpida por el Sr. Bayarri) en la que se dice:

Al Eminentísimo
Sr. Dr. Don Miguel García Cuesta
Hijo preclaro de esta villa
Profesor y Rector del Seminario y Catedrático de la Universidad de Salamanca, Obispo de Jaca, Cardenal Arzobispo de Santiago de Compostela y Diputado por esta provincia en las Cortes Constituyentes de 1869.
Macotera 6 de Octubre de 1803-Santiago 14 de Abril de 1873.
Sus Compaisanos, 4 de septiembre de 1943'

## Fuente
- Miguel García Cuesta
- www.catholic-hierarchy.org

| Predecesor: Manuel María Gómez de las Rivas | Obispo de Jaca 1848- 1851                     | Sucesor: Juan José Biec Belio |
| Predecesor: Manuel José Anguita Téllez      | Arzobispo de Santiago de Campostela 1851-1873 | Sucesor: Miguel Payá y Rico   |